# 小林万希子
小林 万希子（こばやし まきこ、1969年12月18日 - ）は、関西で活動するタレント。オフィスキイワード所属。神戸学院大学法学部卒業。全体審美指南役。

## 現在の出演番組
- 痛快!エブリデイ（関西テレビ放送）
- 快適空間（ラジオ大阪）

## かつての出演番組
- おはよう朝日です（ABCテレビ）
- 競馬中継日曜日（KBS京都テレビ）
- らぶかん（サンテレビ・KBS京都テレビ）
- 朝ダッシュ!（MBSテレビ）
- ABCフレッシュアップナイター（ABCラジオ）
- ナイタージョッキー（ABCラジオ）
- おやじでスイマセン（MBSラジオ）